# The Beautiful Guitar
The Beautiful Guitar prvi je kompilacijski album američkog rock instrumentaliste Joe Satriania koji izlazi 1993.g. Jedini je album koji izlazi u Europi i sadrži balade koje su s proteklih 6 albuma zabilježile najbolji uspjeh.

## Popis pjesama
Sve pjesme napisao je Joe Satriani, (osim koje su naznačene).
1. "Cryin'" – 5:44
2. "Always with Me, Always with You" – 3:24
3. "Thinking of You" – 3:56
4. "The Crush of Love" (Satriani, John Cuniberti) – 4:22
5. "I Believe" – 5:54
6. "Rubina" – 5:54
7. "Tears in the Rain" – 1:18
8. "All Alone" – 4:23
9. "Why" – 4:46
10. "Echo" – 5:39
11. "Midnight" – 1:43
12. "Rubina's Blue Sky Happiness" – 6:10
13. "Day at the Beach" – 2:05
14. "Saying Goodbye" – 2:51